# 金斯公路車站 (BMT海灘線)
金斯公路車站（英語：Kings Highway station）是紐約地鐵BMT海灘線的一個慢車地鐵站，位於布魯克林金斯公路及西七街交界，設有N線（任何時候停站）與W線（僅繁忙時段停站）。此站在1915年6月22日啟用。

## 車站結構
| G        | 街道層   | 閘機、出入口、MetroCard自動售票機 |
| P 月台層 | 側式月台 | 側式月台 |
| P 月台層 | 北行慢車 | ← 往阿斯托利亞-迪特馬斯林蔭路 (海灣公園道) ← 往96街 (只限平日時段) (海灣公園道) ← 往阿斯托利亞-迪特馬斯林蔭路 (只限平日時段) (海灣公園道) |
| P 月台層 | 北行快車 | ← 無定期服務 |
| P 月台層 | 南行快車 | → 無定期服務 |
| P 月台層 | 南行慢車 | → 往康尼島-斯提威爾大道 (U大道) → → 往86街 (只限平日時段) (U大道) →                                                                       |
| P 月台層 | 側式月台 | |

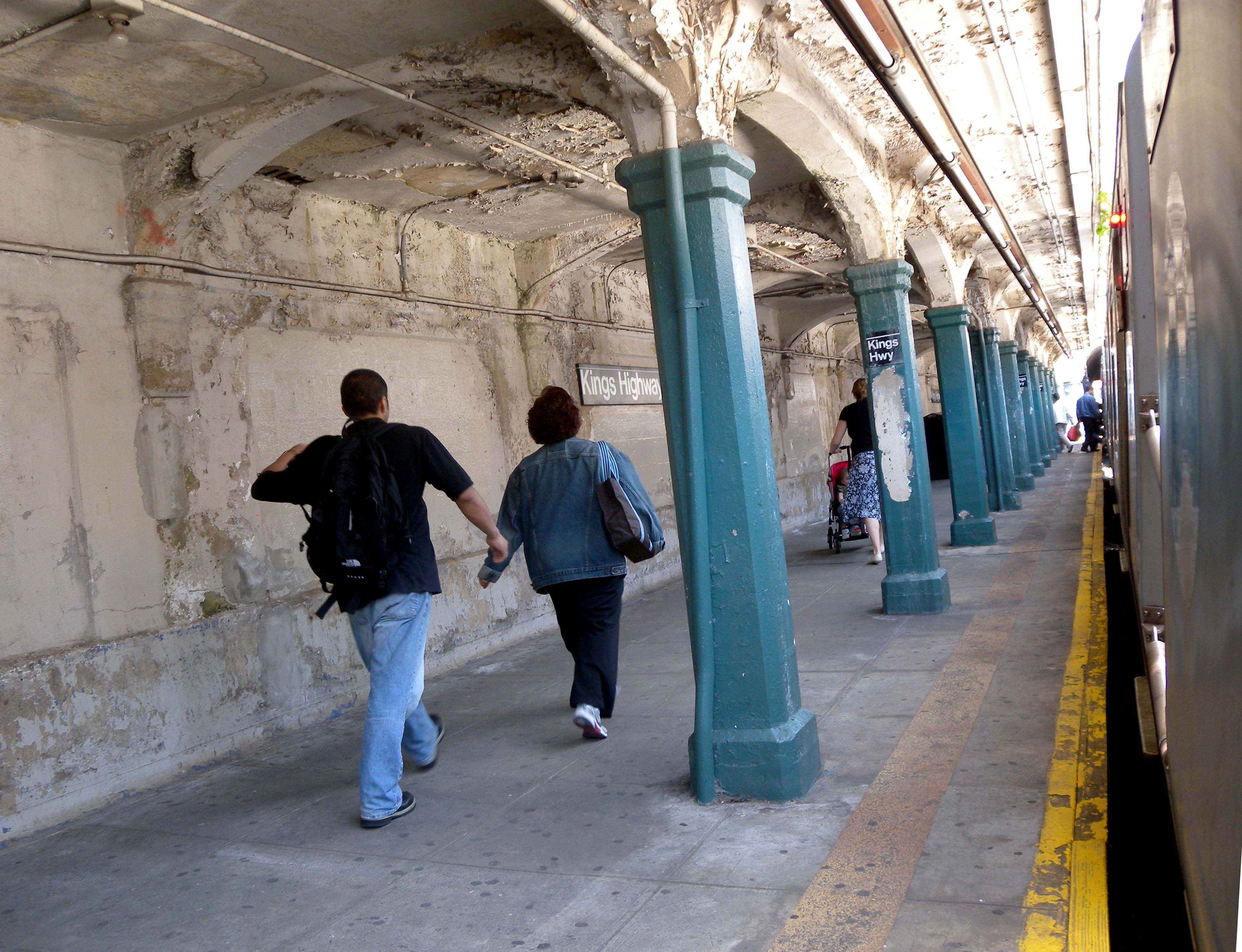
南行月台

此切土車站在兩個側式月台和四條軌道，兩條中央快車軌道正常情況下不使用，但皆可用於改道列車。

## 外部連結
- nycsubway.org—BMT Sea Beach Line: Kings Highway
- Station Reporter — N Train
- The Subway Nut — Kings Highway Pictures （页面存档备份，存于）
- Kings Highway entrance from Google Maps Street View （页面存档备份，存于）
- Highlawn Avenue entrance from Google Maps Street View （页面存档备份，存于）
- Uptown Platform from Google Maps Street View （页面存档备份，存于）